# Сьерра-де-Трамонтана
Сьерра-де-Трамонтана, также Серра-де-Трамунтана (исп. Sierra de Tramontana, кат. Serra de Tramuntana) — горная цепь, протянувшаяся вдоль северо-западного берега Мальорки, крупнейшего из Балеарских островов в Испании. 
Территория гор приблизительно совпадает с одноимённым районом (комаркой) провинции Балеарские острова.
Высшая точка Сьерра-де-Трамонтана, гора Пуч-Майор (1445 метров), также является высшей точкой Балеарских островов. Вторая по высоте гора Трамунтаны — Пуч-де-Массанелья (1364 метров).
Климат горной цепи Трамонтаны более влажный по сравнению с остальной частью острова Мальорка. В период зимних месяцев на вершинах гор может быть снег.
27 июня 2011 года горная цепь внесена в Список объектов Всемирного наследия ЮНЕСКО.